# Полина на пляже
«Полина на пляже» (фр. Pauline à la plage) — французский кинофильм режиссёра Эрика Ромера. Вышел на экраны в 1983 году.
Эта картина входит в ромеровский цикл «Комедии и пословицы» (фр. Comédies et proverbes) (цикл из шести фильмов, снимался режиссёром в 1981—1987 годах).

## Сюжет
Девочка-подросток Полина проводит каникулы в Нормандии на приморском курорте в компании своей кузины парижской стилистки Марио́н. Там они случайно встречают и начинают общаться с тремя мужчинами. Первый, Пьер — старый знакомый Марион, в неё влюблённый. Второй, Анри — соблазнительный разведённый этнолог. Третий, Сильвен — подросток в поисках девочки своего возраста. Между ними пятью возникают дружественные и любовные отношения и разворачиваются сюжетные интриги.

## В ролях
- Аманда Лангле — Полина
- Ариэль Домбаль — Марион
- Паскаль Греггори — Пьер
- Феодор Аткин — Анри
- Симон де ля Бросс — Сильвен
- Розетт — Луизетта

и др.

## Премии
За этот фильм Эрик Ромер был удостоен «Серебряного медведя» за лучшую режиссуру на 33-м Берлинском международном кинофестивале (1983) и Премии Бостонского общества кинокритиков в категории «Лучший сценарий» (премия за 1983 год; присуждена 29 января 1984 года).